# Stenalcidia delgada
Stenalcidia delgada là một loài bướm đêm trong họ Geometridae.